# Kanton Vigy
Kanton Vigy (fr. Canton de Vigy) byl francouzský kanton v departementu Moselle v regionu Lotrinsko. Tvořilo ho 23 obcí. Zrušen byl po reformě kantonů 2014.

## Obce kantonu
- Antilly
- Argancy
- Ay-sur-Moselle
- Burtoncourt
- Chailly-lès-Ennery
- Charleville-sous-Bois
- Charly-Oradour
- Ennery
- Les Étangs
- Failly
- Flévy
- Glatigny
- Hayes
- Malroy
- Noisseville
- Nouilly
- Sainte-Barbe
- Saint-Hubert
- Sanry-lès-Vigy
- Servigny-lès-Sainte-Barbe
- Trémery
- Vigy
- Vry